# معركة القلابات
معركة القلابات وقعت في 9–10 مارس 1889م بمدينة القلابات بالسودان بين الإمبراطورية الإثيوبية بقيادة يوحنس الرابع والمهديين بقيادة الأمير الزاكي طمل أنتصر فيها المهديين رغم خسارتهم خسائر فادحة بالمعركة وقتلوا فيها يوحنس الرابع وأخذوا جثته إلى أم درمان .